# Kamienica przy ulicy Studenckiej 21 w Krakowie
Kamienica przy ulicy Studenckiej 21 – kamienica znajdująca się w Krakowie, w dzielnicy I przy ulicy Studenckiej, na Piasku.
Kamienica została wzniesiona w 1885 roku według projektu architekta Sławomira Odrzywolskiego.
21 grudnia 1995 budynek został wpisany do rejestru zabytków. Znajduje się także w gminnej ewidencji zabytków.